# کارآگاه گجت (بازی ویدئویی)
کارآگاه گجت (به انگلیسی: Inspector Gadget) یک بازی ویدئویی در ژانر اکشن و ماجراجویی است که برپایه انیمیشن سریالی کارآگاه گجت در سال ۱۹۹۳ برای کنسول سوپر نینتندو منتشر شد. این بازی به دلیل وفاداری به سریال، در کنار بازی عملیات مدکاکتوس جزو یکی از بهترین اقتباس‌های این سریال در صنعت گیم به‌شمار می‌رود.
در این بازی پس از ۱۰ سال، چهره دکتر کلاو خبیث اصلی این سریال برای اولین بار دیده شد که در پایان بازی، با شکست دادن او و نجات دادن پنی، چهره او نمایان می‌شود.